# Mountain Home (Idaho)
Mountain Home – miasto w Stanach Zjednoczonych, w stanie Idaho, w hrabstwie Elmore.